# Ilkka-Yhtymä
Ilkka-Yhtymä Oyj est un groupe de médias basée à Seinäjoki en Finlande.
Ilkka-Yhtymä est coté en bourse d'Helsinki depuis 1981.

## Présentation
Ilkka-Yhtymä a des bureaux à Seinäjoki et Vaasa. 
Le domaine d'activité du groupe Ilkka-Yhtymä couvre la publication multicanal, l'impression de journaux et de matériel publicitaire, ainsi que les activités de négoce de titres et d'investissement. 

## Publications principales
- Ilkka-Pohjalainen
- Ilkka[5]
- Pohjalainen[5]
- Järviseutu
- Jurvan Sanomat
- Komiat]
- Suupohjan Sanomat
- Viiskunta
- Epari
- Vaasan Ikkuna

## Actionnaires
Au 29 février 2020, les 10 plus grands actionnaires de Raute sont:
| #  | Actionnaire                                    | Actions   | %     |
| -- | ---------------------------------------------- | --------- | ----- |
| 1  | PunaMusta Media Oyj                            | 2 613 224 | 10,27 |
| 2  | Keskisuomalainen Oyj                           | 2 168 321 | 8,52  |
| 3  | KPK Yhtiöt Oyj                                 | 802 654   | 3,15  |
| 4  | Laakkonen Mikko Kalervo                        | 645 019   | 2,53  |
| 5  | Ilmarinen oy                                   | 606 397   | 2,38  |
| 6  | Mandatum Life                                  | 547 321   | 2,15  |
| 7  | Compagnie d'assurance mutuelle de retraite Elo | 512 617   | 2,01  |
| 8  | Etelä-Pohjanmaan Lehtiseura Ry                 | 482 146   | 1,89  |
| 9  | Nordea Bank ABP                                | 356 557   | 1,40  |
| 10 | Lako Mika                                      | 330 083   | 1,30  |
|    | Total                                          | 9 064 339 | 35,62 |